# Vladimír Jan Hnízdo
Vladimír Jan Hnízdo (17. července 1914 České Budějovice – 2. července 1978) byl český sochař, malíř, grafik, loutkář a pedagog. 

## Život a dílo

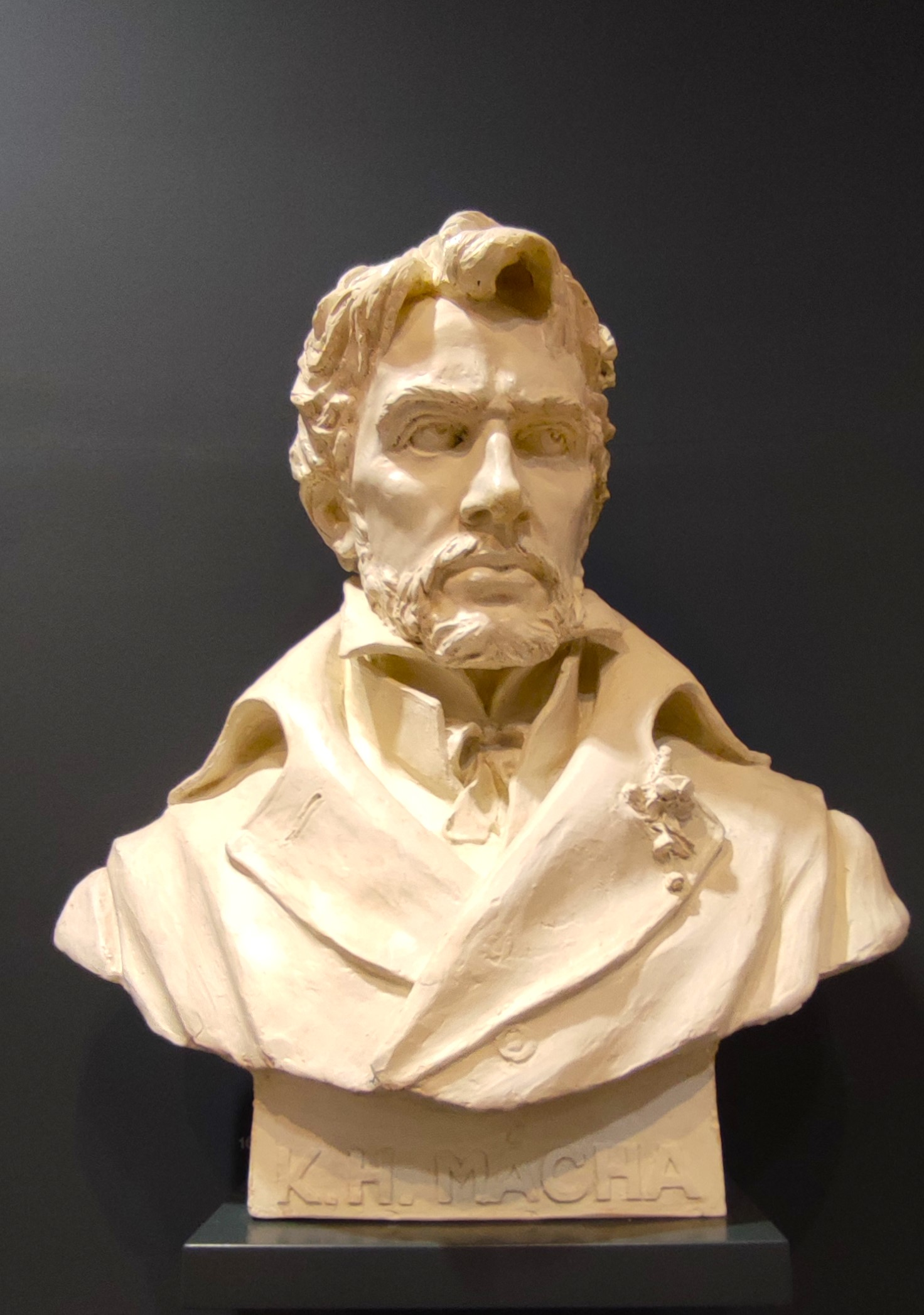
Imaginární portrét Karla Hynka Máchy, busta, sádra (1952), PNP

Narodil se jako syn bankovního úředníka Bedřicha Hnízda. Jeho dědeček byl řezbářem v Týně nad Vltavou. 
Po absolutoriu gymnázia v Kolíně studoval v letech 1930-1934 na Uměleckoprůmyslové škole v Praze v sochařské speciálce Josefa Mařatky a poté v letech 1934-1938 na Akademii výtvarných umění v Praze v ateliéru prof. Bohumila Kafky. 
V letech 1937–1939 při studijních cestách navštívil Paříž, Mnichov, Berlín a Drážďany.
Působil v Kolíně a v Praze jako sochař, malíř, scénograf a loutkář. 
V letech 1964-1975 vyučoval na Střední uměleckoprůmyslové škole v Praze dějiny umění a scénografii.
V 50.–70. letech byl velmi plodným malířem. Věnoval se nejprve realistickým portrétům, hlavně dětí a od 60. let abstraktní malbě, v níž se mj. odrážejí vzory Paula Kleea a  Joana Miróa. Vystavoval se skupinou Linie 67.
Je zastoupen ve sbírkách Památníku národního písemnictví v Praze a Regionálního muzea v Kolíně.